# Втора индустриална революция
Втора индустриална революция (също технологична революция) се нарича трансформацията на световната индустрия в периода между втората половина на XIX и началото на XX век. За нейно начало се счита внедряването на бесемеровия процес за получаване на стомана през 1860-те, а за кулминационна точка – разпространението на конвейерните линии и масовото производство. През 1860—1870-те години технологичната революция бързо обхваща Западна Европа, САЩ, Руската империя и Япония.
За разлика от първата индустриална революция, основана на нововъведенията в производството на чугун, навлизането на парните машини и развитието на текстилната промишленост, втората индустриална революция е свързана с производството на стомана, разпространението на железопътния транспорт, използването на електричеството и успехите на химическата промишленост.
Развитието на икономиката по това време се дължи предимно на научни постижения, а не просто на удачни полезни изобретения.
Самата концепция за втора индустриална революция е въведена от британския социолог Патрик Гедес през 1915 г., а през 1970-те американският икономист Дейвид Ландис въвежда термина в широка употреба .

## Глобални промени в световната икономика
За разлика от първата индустриална революция, в която центърът на развитие се намира в Европа, особено във Великобритания, Втората индустриална революция превърна американската икономика в световен икономически център и световна сила, заобикаляйки британската икономика превръщайки я в най-важната политическа и икономическа сила в света.
През втората половина на Втората индустриална революция след американската гражданска война американската икономика е известна като монополистична икономика, доминирана от редица богати хора, наричани барони разбойници/индустриални предприемачи. От нея се появят големи корпорации, които се превръщат в центрове на нови индустрии като стомана, нефт и електричество.
Сред тях, по отрасли: Джон Рокфелер (петрол), Андрю Карнеги (стомана), Корнелиус Вандербилт (влакове и кораби), Джеймс Бюканън Дюк (тютюн) и Джон Пирпонт Морган - богат банкер, който се смята за най-важния от бароните разбойници и доминира в много индустрии като банковото дело, електричество, комуникациите и стоманата (след придобиването на стоманодобивната промишленост на Андрю Карнеги).